# Sergej Legat
Sergej Gustavovič Legat (in russo Серге́й Густа́вович Лега́т?; San Pietroburgo, 27 settembre 1875 – San Pietroburgo, 1º novembre 1905) è stato un ballerino russo.

## Biografia
Fratello minore di Nikolaj Legat, studiò alla Imperial Ballet School con Pavel Gerdt. Entrò al Teatro Mariinskij di San Pietroburgo nel 1894 e presto divenne un solista. Ammirato per lo stile delle sue esibizioni egli iniziò ad insegnare avendo fra gli allievi Vaclav Nižinskij. Sposò Marie Petipa (1857-1930).
Molte delle variazioni maschili relative al repertorio del balletto classico vennero create per lui agli inizi del XX secolo.
Morì suicida all'età di 30 anni.